# هنري درايفس
هنري درايفس (بالإنجليزية: Henry Dreyfuss)‏ هو شخصية أعمال ومصمم أمريكي، ولد في 2 مارس 1904 في بروكلين في الولايات المتحدة، وتوفي في 5 أكتوبر 1972 في كاليفورنيا في الولايات المتحدة بسبب اختناق.

## وصلات خارجية
- هنري درايفس على موقع الموسوعة البريطانية (الإنجليزية)
- هنري درايفس على موقع إن إن دي بي (الإنجليزية)